# 一色義清 (越前守)
一色義清（?—1582年），日本戰國時代至安土桃山時代的武將。丹後一色氏最後一代當主。父親是一色義幸。

## 生平
生年不詳。領有丹後國吉原城，最初以吉原氏為姓。天正10年（1582年），一色氏當主兼姪兒一色義定被細川藤孝謀殺，於是在弓木城繼承一色氏的家督。
不過一色軍被細川軍追擊而崩潰，義清殺入細川軍的本陣，在下宮津的海邊戰死。
死後，室町幕府四職之一的丹後守護家一色氏滅亡。
雖然丹後守護家滅亡，另一家系的幸手一色氏（幸手城城主）曾仕於古河公方，後來以幕臣、水戶藩藩士的身份存續。

## 外部連結
- 武家家伝＿一色氏（页面存档备份，存于）